# Arrondissement de Thillé Boubacar

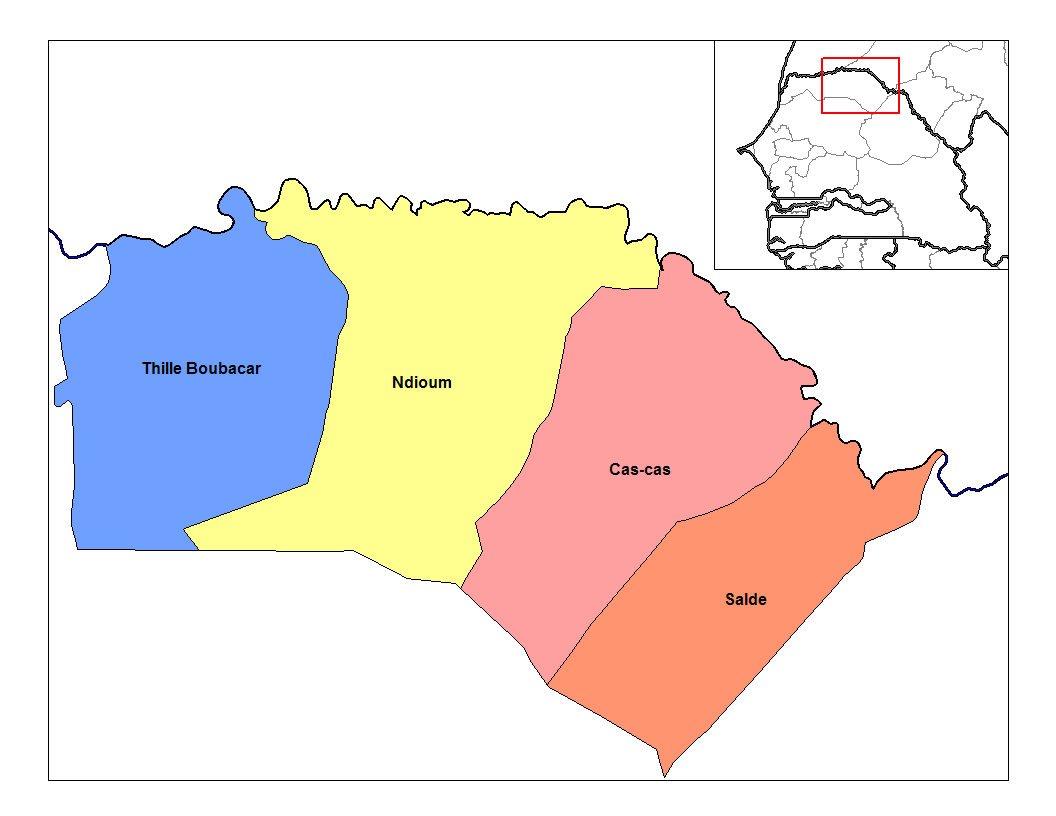
La carte du thille Boubacar.

Pour les articles homonymes, voir Boubacar (homonymie).
Ne doit pas être confondu avec Thillé Boubacar.
L'arrondissement de Thillé Boubacar est l'un des arrondissements du Sénégal. Il est situé dans le département de Podor et la région de Saint-Louis, dans le nord du pays.
Il compte deux communautés rurales :
- Communauté rurale de Fanaye
- Communauté rurale de Ndiayène Peindao

Son chef-lieu est Thillé Boubacar.